# マンナール湾
マンナール湾（マンナールわん、英語: Gulf of Mannar、シンハラ語: මන්නාරමි ‌බොක්ක、タミル語: மன்னார் வளைகுடா）はインド洋のラッカディブ海に存在する湾。インド亜大陸南端東岸とセイロン島西岸の間の海域を指す。湾の北部は、アダムスブリッジと呼ばれる大陸とセイロン島を繋ぐ小島と浅瀬の地形により、ポーク海峡と区切られている。アダムスブリッジの東にはマンナール島が存在する。湾内には、南インドからはタミラバラニ川が、セイロン島からはマルワトゥ川が流入している。
インドのタミル・ナードゥ州の沿岸一帯にマングローブと海藻の藻場があり、海域のサンゴ礁と共にインド亜大陸唯一の大規模な海洋生態系を形成している。海域にサンゴ、タツノオトシゴ、カニ、エビ、ウミガメが多く生息しており、絶滅危惧種のジュゴン、ジンベエザメ、アオウミガメ、タイマイ、ウスイロイルカや生きている化石の半索動物のオオギボシムシ類も見られる。2001年にユネスコの生物圏保護区に指定され、2022年に南アジアおよび東南アジアで最初の海洋生物圏保護区としてラムサール条約にも登録された。